# Monorriel

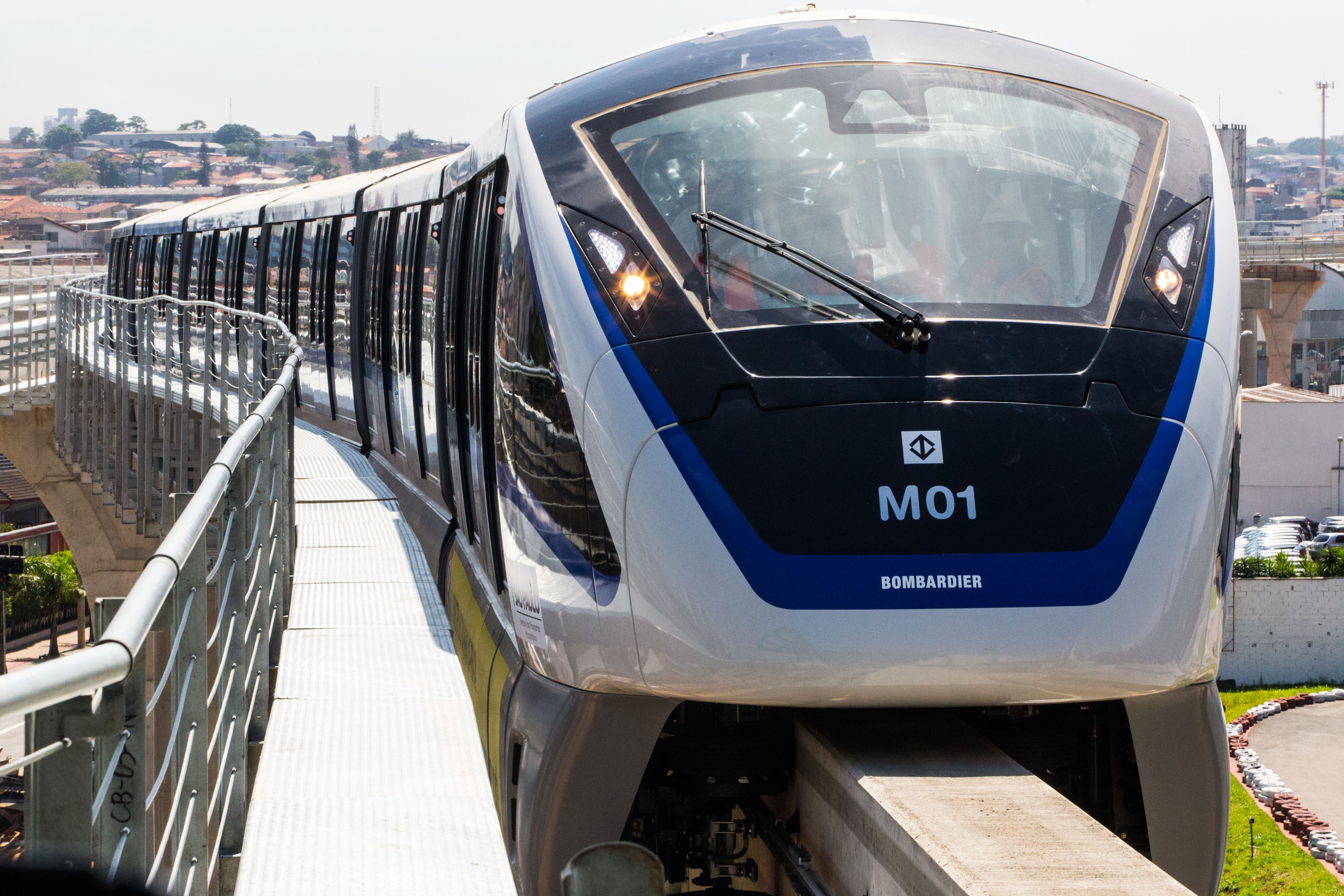
Monorriel de São Paulo en Brasil.

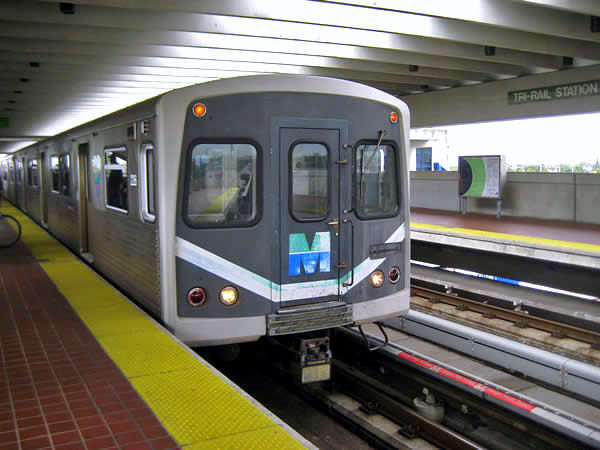
Metroriel de Miami en Estados Unidos.

El monorriel, también denominado monorraíl, monocarril o metroriel, es una forma de transporte ferroviario en el que los trenes se desplazan o están suspendidos sobre una estructura de un solo riel para transportar personas o mercancías. Tienen una capacidad intermedia de transporte a escala regional y metropolitana, generalmente mayor que la del tranvía y menor que la del ferrocarril convencional.
Coloquialmente, el término «monorriel» se usa a menudo para describir cualquier forma de carril elevado o movimiento de personas. Más exactamente, el término se refiere al estilo de la vía.

## Antecedentes

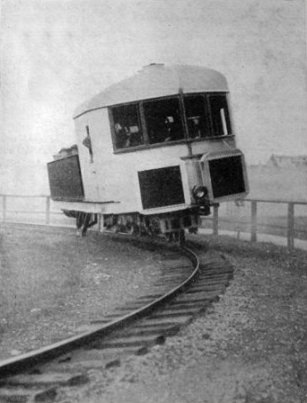
Monorriel giroscópico (1907) de Brennan y Scherl.

Los esfuerzos por crear ferrocarriles no convencionales comenzaron a finales del siglo XIX, con el objeto de lograr mayor eficiencia, mayor velocidad o menor costo. Se llevaron a cabo varios intentos para crear un sistema en el que una rueda de acero de doble brida operase sobre un único riel parecido al convencional. El Wuppertaler Schwebebahn descrito más abajo es el único monorriel de este tipo en servicio.
Los monorrieles han sufrido y se han beneficiado de su novedad y concepto de modernidad. Cuando The Walt Disney Company instaló un monorriel en su parque temático Disneyland en 1959, descubrió a su gran número de visitantes una forma de transporte en un entorno creíble, aunque pequeño. Al mismo tiempo, sin embargo, los monorrieles instalados en Disneyland y otras instalaciones de ocio han hecho que se tienda a identificarlos más con el entretenimiento que como medio de transporte práctico.
Las prensa popular estadounidense de mediados del siglo XX presentaba a menudo al monorriel como un «transporte del futuro», junto con imágenes de «mochilas-cohete» personales y viajes espaciales de masas, creando interés pero también confusión sobre si se trataba de modas pasajeras o ideas factibles.
Como medio de transporte público, el monorriel es usado en ciudades como Chongqing, Las Vegas, Seattle, Tokio y Kuala Lumpur, especialmente en Las Vegas, ya que funciona como el principal sistema de transporte urbano de ésta. En la actualidad se están llevando a cabo la construcción de dos líneas de monorriel en la Ciudad de São Paulo como forma de expandir el sistema de metro de la ciudad. Las primeras estaciones de la línea "15-Prata" del metro de São Paulo.

## Tipos y aspectos técnicos

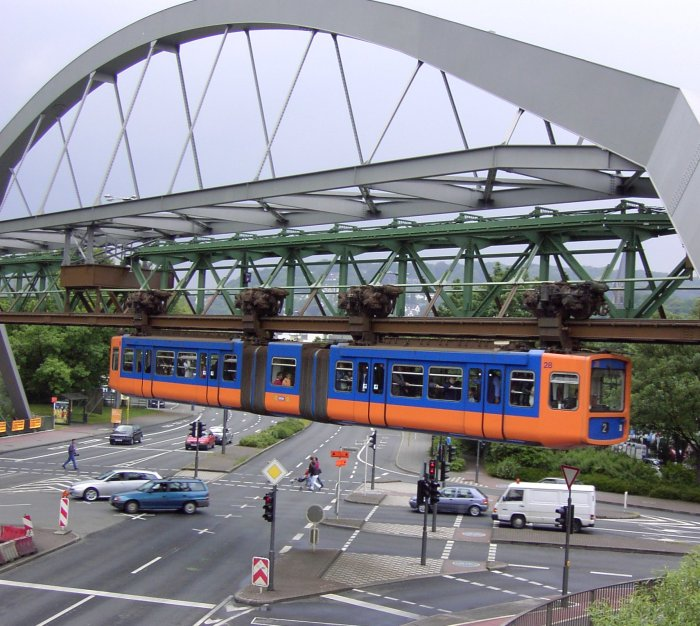
Wuppertaler Schwebebahn, el primer monorriel suspendido del mundo.

Los monorrieles modernos dependen de una gran viga sólida como superficie de tránsito de los vehículos. Hay varios diseños competidores divididos en dos clases generales: monorrieles sobre viga y suspendidos.
El tipo más común de monorriel usado actualmente es el monorriel sobre viga, en el que el tren funciona sobre una viga de hormigón armado del orden de 0,5 a 1 m de ancho. Un vagón con neumáticos de caucho se apoya sobre la viga y sus laterales para lograr tracción y estabilidad. Este tipo de monorrieles lo popularizó la empresa alemana ALWEG.
Hay también un tipo de monorriel suspendido que desarrollara la empresa francesa SAFEGE en el que los vagones del tren se suspenden bajo el sistema de ruedas. En este diseño las ruedas se mueven dentro de la viga.

### Propulsión
A casi todos los monorrieles modernos los propulsan motores eléctricos alimentados por un tercer riel dual, cables de contacto o canales electrificados sujetos o encerrados en sus vigas de guía.

### Levitación magnética

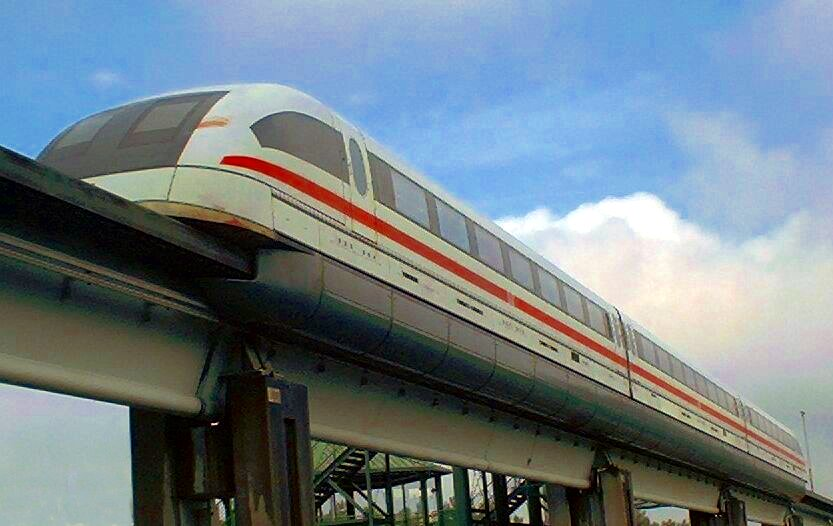
Maglev Transrapid.

Los trenes de levitación magnética (maglevs), como el Transrapid alemán, se construyeron como monorrieles sobre viga, debido a que este diseño proporciona una alta estabilidad y permite una desaceleración rápida desde velocidades elevadas. Cuando funcionan a toda velocidad, los trenes de levitación magnética flotan sobre el riel, pero sin entrar en contacto con él. Estos trenes son los monorrieles más rápidos que superan los 500 km/h.

### Cambio de agujas
El cambio de agujas ha sido un problema perenne en los monorrieles debido a que los mecanismos de cambio de agujas de otros sistemas no suelen ser factibles. Algunos monorrieles primitivos —notablemente el Wuppertaler Schwebebahn, construido en 1901 y aún en servicio— tienen un diseño que hace difícil cambiar de una vía a otra. Otros monorrieles evitan los cambios de agujas tanto como pueden, operando en un bucle continuo o entre dos estaciones fijas en un sentido y otro.
Los monorrieles actualmente en funcionamiento son capaces de realizar cambios más eficientemente que en el pasado. En el caso de los suspendidos, el cambio se puede realizar moviendo pestañas dentro de la viga para cambiar los trenes de una vía a otra.
Los monorrieles sobre viga requieren que la propia estructura de la viga se mueva para lograr el cambio de agujas, lo que originalmente era un procedimiento excesivamente laborioso. Sin embargo, actualmente la forma más común de lograr esto es situar un aparato en movimiento sobre una plataforma robusta capaz de soportar el peso de los vehículos, las vigas y su propio mecanismo. Las vigas de múltiples segmentos se mueven sobre rodillos para alinear suavemente unas sobre otras y enviar el tren en la dirección deseada. Algunos de estos giros de vigas son bastante elaborados, capaces de conmutar entre varias vigas o incluso simular un doble cruce de vías de ferrocarril.
En los casos en los que debe ser posible mover un tren monorriel de una vía a cualquiera otra de varias, como en cocheras o talleres, puede emplearse una viga móvil no muy diferente a un torno  de ferrocarril. Una sola viga, lo suficientemente larga como para transportar al menos un solo vehículo monorriel, se alinea en una vía de entrada para que los coches suban sobre ella. La viga completa rueda entonces con el vehículo sobre ella para alinearlo con la vía deseada.

## Ventajas y desventajas

### Ventajas
- La principal ventaja de los monorrieles sobre los ferrocarriles tradicionales es que requieren un espacio mínimo, tanto horizontal como verticalmente. Los vehículos monorrieles son más anchos que las vías y suelen ser elevados, requiriendo solo una pequeña superficie para apoyar los pilares.
- No se requiere excavar el terreno, lo que disminuye enormemente el costo.
- Debido a la menor superficie suelen verse más atractivos que las vías férreas tradicionales elevadas, obstruyendo visualmente solo una pequeña porción de cielo.
- Son más silenciosos, pues los modelos modernos usan ruedas de caucho sobre una viga de hormigón, aunque algunos sistemas de metro usan la misma técnica y son igualmente silenciosos.
- Son capaces de subir y descender mayores pendientes que los sistemas tradicionales pesados o ligeros.
- A diferencia de los sistemas tradicionales, los monorrieles sobre vigas rodean su riel y por tanto son físicamente incapaces de descarrilar, salvo si la propia viga se dañara gravemente. Esto hace que los monorrieles tengan unos buenos registros de seguridad.

### Desventajas
- Los monorrieles de levitación magnética requieren una vía altamente dedicada y no pueden integrarse fácilmente a ningún otro sistema de transporte.
- Como otros sistemas de transporte (por ejemplo: el metro) que no operan en superficie, las estaciones requieren instalaciones especiales, como ascensores o escaleras mecánicas, para permitir el acceso a pasajeros con impedimentos.
- Los vehículos monorrieles suelen ser más pequeños
- Por su diseño, un cambio de agujas monorriel dejará una viga colgando a mitad del aire en algunos momentos. Un cambio incorrectamente ubicado o atascado podría provocar que el monorriel se descarrilara y cayera
- En caso de urgencias, los pasajeros no pueden evacuar el vehículo inmediatamente porque este suele ser elevado y no todas las instalaciones cuentan con pasarelas de urgencias. A menudo debe esperarse la llegada de un tren de rescate, coche de bomberos o grúa. Los monorrieles modernos resuelven este problema construyendo pasarelas de urgencias a lo largo de toda la vía, a expensas del daño visual. Los monorrieles suspendidos equipan rampas de evacuación en los propios vehículos parecidas a las de los aviones.

## Sistemas de monorriel
- Monorriel de Okinawa
- Línea 15 del Metro de São Paulo
- Monorriel de Seattle
- Schwebebahn Wuppertal
- Monorriel de Kuala Lumpur
- Línea 4 del Metro de Monterrey (en construcción)
- Línea 6 del Metro de Monterrey (en construcción)
- Monorriel de Las Vegas
- Metro Monorail (desmantelado)
- Monorriel de Honolulu
- Monorriel de Jacksonville
- Monorriel de Moscú
- Monorriel de Palm Jumeirah
- Monorriel de Bombay
- Monorriel de Poços de Caldas
- AirTrain Newark
- Línea 3 (Metro de Panamá) (en construcción)
- Monorriel de Santiago de los Caballeros (en construcción)
- Sky-Train de Düsseldorf